# Saint-Nicolas-du-Pélem

Saint-Nicolas-du-Pélem este o comună în departamentul  Côtes-d'Armor, Franța. În 1 ianuarie 2022 avea o populație de 1.536 de locuitori.